# The Ninth Hour
The Ninth Hour ist das neunte reguläre Studioalbum der finnischen  Power-Metal-Band Sonata Arctica, das am 7. Oktober 2016 über Nuclear Blast veröffentlicht wurde.

## Hintergrund
Im Februar 2016 wurde von Nuclear Blast bereits angekündet, dass Sonata Arctica an einem neuen Album arbeiten würden. Im Juli wurden weitere Informationen zu dem neuen Album bekannt.
Zum Titel des Albums erklärt Sänger Tony Kakko folgendes:

“Ich bin überhaupt keine religiös veranlagte Person, deshalb musste ich mich erst einmal in die Materie einlesen, als mir dieser Gedanke mit »The Ninth Hour« kam. Hauptsächlich sollte der Titel unterstreichen, dass dies unser neuntes Album ist. Aber es war toll, dann bei der Recherche herauszufinden, wie viele verschiedene Bedeutungen die Zahl neun hat und wie gut diese Symboliken in mein ursprüngliches Textkonzept und die Idee zu dem Cover passten.”

Durch ihre Welttourneen über dem gesamten Planeten, wurde der Band „erneut die brenzlige Lage bewusst, in die wir Menschen uns selbst bringen. Denn trotz fortschreitender Technologie und herausragenden wissenschaftlichen Möglichkeiten, vergessen wir oft unsere natürlichen Wurzeln“ so Kakko in einem Interview.
Am 23. September 2016 wurde das Musikvideo zu Life auf Youtube veröffentlicht. Regisseur ist Ville Juurikkala.

## Trackliste
| Nr.          | Titel                                                                   | Länge |
| ------------ | ----------------------------------------------------------------------- | ----- |
| 1.           | Closer to an Animal                                                     | 5:23  |
| 2.           | Life                                                                    | 5:07  |
| 3.           | Fairytale                                                               | 6:39  |
| 4.           | We Are What We Are                                                      | 5:25  |
| 5.           | Till Death's Done Us Apart                                              | 6:06  |
| 6.           | Among the Shooting Stars                                                | 4:11  |
| 7.           | Rise a Night                                                            | 4:28  |
| 8.           | Fly, Navigate, Communicate                                              | 4:28  |
| 9.           | Candle Lawns                                                            | 4:33  |
| 10.          | White Pearl, Black Oceans - Part II, "By the Grace of the Ocean"        | 10:13 |
| 11.          | On the Faultline (Closure to an Animal)                                 | 5:34  |
| 12.          | Run to You (Bonustrack auf der europäischen Ausgabe, Bryan Adams Cover) | 3:30  |
| Gesamtlänge: | Gesamtlänge:                                                            | 65:30 |

- Auf der japanischen Ausgabe des Albums befindet sich, statt dem Run to You,  noch das Lied The Elephant.

## Mitwirkende
| - Gesang: Tony Kakko - E-Gitarre: Elias Viljanen - Schlagzeug: Tommy Portimo - Keyboard: Henrik „Henkka“ Klingenberg - E-Bass: Pasi Kauppinen | - Gesprochene Parts: Aaron Newport - Orchester: Mikko P. Mustonen | - Texte: Tony Kakko - Text Track 12: Jim Vallance & Bryan Adams - Coverdesign: Janne Pitkänen - Fotografien: Ville Juurikkala |

## Charts und Chartplatzierungen
| ChartsChartplatzierungen | Höchstplatzierung | Wochen |
| ------------------------ | ----------------- | ------ |
| Deutschland (GfK)        | 22 (1 Wo.)        | 1      |
| Finnland (IFPI)          | 2 (7 Wo.)         | 7      |
| Österreich (Ö3)          | 43 (1 Wo.)        | 1      |
| Schweiz (IFPI)           | 18 (2 Wo.)        | 2      |

## „The Ninth Hour“-Welttournee
Am 26. Oktober 2016 wurde bekannt gegeben, dass Sonata Arctica zusammen mit Triosphere  bzw. Thunderstone und Striker auf Tour gehen werden.

### Tourdaten
Bei den folgenden Tourdaten wurden keine Festivals berücksichtigt.
| Datum           | Land/Stadt     | Veranstaltungsort                                      |
| 18. Januar 2017 | Jyväskylä      | Lutakko                                                |
| 19. Januar      | Seinäjoki      | Rytmikorjaamo                                          |
| 20. Januar      | Oulu           | Terminaali                                             |
| 21. Januar      | Tornio         | Club Teatria                                           |
| 27. Januar      | Helsinki       | The Circus                                             |
| 28. Januar      | Turku          | Apollo                                                 |
| 02. Februar     | Lahti          | Katu-Klubi                                             |
| 03. Februar     | Kouvola        | House of Rock Bar                                      |
| 04. Februar     | Joensuu        | Kerubi                                                 |
| 20. Februar     | Nürnberg       | Hirsch                                                 |
| 21. Februar     | Zlin           | Masters of Rock Cafè                                   |
| 22. Februar     | Wien           | Szene                                                  |
| 23. Februar     | München        | Backstage Werk                                         |
| 24. Februar     | Nonantola      | Vox Club                                               |
| 25. Februar     | Ciampino       | Orion                                                  |
| 27. Februar     | Zürich         | Dynamo                                                 |
| 28. Februar     | Solothurn      | Kulturfabrik Kofmehl                                   |
| 01. März        | Lausanne       | Les Docks                                              |
| 03. März        | Marseille      | Le Moulin                                              |
| 04. März        | Barcelona      | Bikini                                                 |
| 05. März        | Madrid         | La Riviera                                             |
| 06. März        | Sevilla        | Sala Custom                                            |
| 07. März        | Lissabon       | Lisboa ao Vivo                                         |
| 09. März        | Villava        | Sala Totem,                                            |
| 10. März        | Bordeaux       | Rock School Barbey                                     |
| 11. März        | Toulouse       | Le Metronum                                            |
| 12. März        | Lyon           | Ninkasi Kao                                            |
| 14. März        | Besançon       | La Rodia                                               |
| 15. März        | Nancy          | L'Autre Canal                                          |
| 16. März        | Rennes         | Antipode MJC                                           |
| 17. März        | Southampton    | Engine Rooms                                           |
| 18. März        | Bristol        | The Marble Factory                                     |
| 19. März        | Cardiff        | TramShed Cardiff                                       |
| 20. März        | Nottingham     | Rescue Rooms                                           |
| 22. März        | Manchester     | Club Academy, University of Manchester Students' Union |
| 23. März        | Sheffield      | Corporation                                            |
| 24. März        | Glasgow        | Classic Grand                                          |
| 25. März        | Belfast        | Limelight 2                                            |
| 26. März        | Dublin         | The Academy                                            |
| 28. März        | Wolverhampton  | The Slade Rooms                                        |
| 29. März        | Lille          | Le Splendid                                            |
| 31. März        | Aschaffenburg  | Colos-Saal                                             |
| 01. April       | Eindhoven      | Effenaar Grote Zaal                                    |
| 02. April       | Utrecht        | TivoliVredenburg Pandora                               |
| 04. April       | Bochum         | Matrix                                                 |
| 05. April       | Ludwigsburg    | Rockfabrik                                             |
| 06. April       | Leipzig        | Hellraiser                                             |
| 07. April       | Malmö          | Kulturbolaget                                          |
| 08. April       | Örebro         | Frimis                                                 |
| 09. April       | Gothenburg     | Pustervik                                              |
| 04. Mai         | Rosario        | Teatro Vorterix Rosario                                |
| 05. Mai         | Buenos Aires   | Teatro Vorterix                                        |
| 07. Mai         | Santiago       | Teatro Cariola                                         |
| 09. Mai         | Porto Alegre   | Teatro Amrigs                                          |
| 10. Mai         | Curitiba       | Music Hall                                             |
| 12. Mai         | Recife         | Clube Internacional do Recife                          |
| 13. Mai         | Fortaleza      | Barraca Biruta                                         |
| 14. Mai         | Belém          | Botequim                                               |
| 16. Mai         | Belo Horizonte | Granfinos                                              |
| 17. Mai         | Juiz de Fora   | Cultural Bar                                           |
| 18. Mai         | Rio de Janeiro | Circo Voador                                           |
| 19. Mai         | São Paulo      | Aquarius Rock Bar                                      |
| 21. Mai         | Limeira        | Bar da Montanha                                        |
| 23. Mai         | Lima           | Discoteca Mango's                                      |
| 28. Mai         | Tegucigalpa    | Estacionamiento del Hotel Clarion                      |
| 30. Mai         | Ciudad Obregón | Auditorio del Cum                                      |
| 01. Juni        | Chihuahua      | Expo Chihuahua                                         |
| 02. Juni        | Monterrey      | Escena                                                 |
| 03. Juni        | Guadalajara    | C3 Stage                                               |
| 04. Juni        | Mexiko-Stadt   | Circo Volador                                          |
| 06. September   | Tel Aviv       | Havana Club                                            |

### Setliste
1. We Are What We Are
2. Closer to an Animal
3. Life
4. The Wolves Die Young
5. In Black and White
6. Tallulah
7. Fairytale
8. FullMoon
9. Among the Shooting Stars
10. No More Silence
11. Abandoned, Pleased, Brainwashed, Exploited
12. We Are What We Are
13. The Power of One
14. I Have a Right
15. Don't Say a Word (mit Vodka als Outro)

## Kritik
Das Album erhielt gemischte Kritiken. Rock Hard vergibt in ihrer Ausgabe 353 lediglich 6,5 Punkte, metal-hammer hingegen vergeben 6 von 7 Punkten
So schreibt metal.de: Die balladesken Anteile von „The Ninth Hour“ hingegen sind so kitschig, wie SONATA ARCTICA-Balladen schon immer waren, das aber in einem von dieser Band bisher ungehörten Maße.
Jürgen Lugerth von laut.de meint „Nur zwei Stücke, nämlich der Opener Closer To An Animal (der ziemlich nach Europe klingt) und der siebte Track Rise A Night legen ordentlich los und rechtfertigen das Label Power Metal, das Sonata Arctica gemeinhin anhaftet.“ und zitiert weiter: „Titel wie Life, We Are What We Are, Till Death's Done Us Apart (buhuhu!) oder Candle Lawns sind größtenteils schwülstiger Schmalz und melancholische Selbstbespiegelung in endlosen Schönklang-Tiraden, so zuckersüß, dass einen nur hektisches Zappen vor dem Zahnausfall rettet.“ Weiter heißt es: „Der größte Witz folgt am Schluss: Run To You vom kanadischen Rock-Schmusebär Bryan Adams noch mit auf das Album zu packen, ist wirklich lachhaft.“
Positiv hingegen fiel das Review von Marcel Rapp von Powermetal.de aus. Dort heißt es:  „Entsprechend haben es die finnischen Metaller geschafft und mit The Ninth Hour ein wirklich gutklassiges Album mit vielen Spannungsmomenten und Höhepunkten entworfen. Fraglich, in welche Richtung SONATA ARCTICA bei den nächsten Alben geht, ich jedenfalls bin von Album Nummer neun äußerst angetan.“